# Hitovi sa singl ploča
Hitovi sa singl ploča je kompilacija hitova sastava Novi fosili.

## Popis pjesama
A strana
1. "Gdje su ona obećanja" - 3:09
(Rajko Dujmić, Momčilo Popadić)
2. "Čuješ li me, je l’ ti drago" - 3:24
(Rajko Dujmić, Momčilo Popadić)
3. "Ne valja ti to što činiš" - 3:05
(Rajko Dujmić, Dea Volarić)
4. "Tajna" - 3:19
(Rajko Dujmić, Dea Volarić)
5. "Reci mi tiho, tiho" - 3:48
(Rajko Dujmić, Momčilo Popadić)
6. "Da te ne volim" - 3:00
(Rajko Dujmić, Dea Volarić)

B strana
1. "Ne budi me mati" - 2:53
(Rajko Dujmić, Momčilo Popadić)
2. "Nemaš više vremena za mene" - 3:57
(Rajko Dujmić, Momčilo Popadić)
3. "Oko moje" - 2:44
(Rajko Dujmić, Drago Britvić)
4. "Sanjaj me" - 3:55
(Rajko Dujmić, Dea Volarić)
5. "Pomorska večer" - 3:28
(Rajko Dujmić, Momčilo Popadić)
6. "Sklopi oči" - 3:03
(Rajko Dujmić, Dea Volarić)